# Antonio Bulifon
Antoine Bulifon, italianizzato in Antonio Bulifon (Chaponnay, 24 giugno 1649 – Spagna, luglio 1707), fu un cronista ed editore di origine francese attivo a Napoli nella seconda metà del XVII secolo.

## Biografia

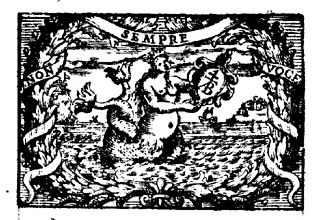
Marca tipografica di Bulifon

Le vicende del periodo della vita di Antoine Bulifon antecedente a quello napoletano possono essere desunte da una lettera autobiografica pubblicata nel 1693 in cui egli narra di essere nato a «Chaponay nel Delfinato» da un notaio, di essersi recato dapprima in alcune città della Francia, poi a Roma per assistere ai funerali di papa Clemente IX, e infine a Napoli dove giunse il 22 luglio 1670; «innamoratosi del suo sito, della amenità delle sue campagne, della clemenza del suo clima e della avvenenza de' suoi abitanti, fe risoluzione di scieglierla fra tante per sua perpetua stanza».
A Napoli aprì una libreria a San Biagio dei librai (Spaccanapoli); nel 1672 si trasformò in editore pubblicando il Filo d'Arianna di Pompeo Sarnelli. Quest'ultimo fu anche il principale consulente editoriale del Bulifon il quale, oltre a novità provenienti dalla Francia tradotte sovente da lui stesso, pubblicò soprattutto libri riguardanti la storia, le tradizioni popolari, il dialetto e la geografia di Napoli e delle località circostanti. 
All'attività di editore Bulifon affiancò quella di animatore di un circolo di letterati, giuristi e scienziati (Altimari, Schettini, Artale, Francesco e Gennaro d'Andrea, Toppi, Sarnelli, Fanelli, Gravina, de Cristofaro, Calà, Nicodemo, Giannelli, Donzelli, Cornelio, Pignatelli, de Notariis, Celano, i figli del Vico, ecc.) che si raccoglievano attorno alla sua libreria, oltre agli stranieri di passaggio a Napoli (per es. il Mabillon). Bulifon fu anche editore di riviste e gazzette, ma in questo campo ebbe minor fortuna del suo rivale Parrino.
Nel 1673 Bulifon sposò Maddalena Criscuolo, una giovane napoletana, ottenendo così la cittadinanza ed evitando anche l'espulsione dal vicereame spagnolo di Napoli per lo scoppio della guerra fra Francia e Spagna. Nel 1700 salì al trono di Spagna il francese Filippo V, fondatore della dinastia dei Borbonica spagnola. Bulifon appoggiò la nuova dinastia e ottenne dal viceré marchese di Villena il compito di organizzare la pubblicazione di un nuovo codice, che avrebbe dovuto chiamarsi Codice Filippino.
Bulifon cedette pertanto la direzione della libreria, della casa editrice e della Gazzetta — fino ad allora appaltata al Parrino — al proprio figlio Niccolò. La redazione del codice fu tuttavia interrotta nel 1707 in seguito all'occupazione austro-imperiale di Napoli durante la Guerra di successione spagnola. Le attività del Bulifon e i suoi figli divennero bersaglio di ostilità, a quanto pare incitata dal Parrino, da parte degli imperiali e dei napoletani fiancheggiatori degli invasori. Niccolò fu bastonato due volte dagli avversari; Antonio Bulifon fu costretto ad abbandonare Napoli e a rifugiarsi in Spagna, dove probabilmente apprese la notizia della sua libreria distrutta dalla plebaglia napoletana. Antonio Bulifon morì in Spagna poco dopo, ma non sono noti né la data né il luogo della sua morte.

## Edizioni
Tra le molte opere di cui Bulifon fu editore se ne segnalano alcune. Molto importante fu la sontuosa edizione in quattro volumi dell'Historia della città, e Regno di Napoli del Summonte, realizzata nel 1675. Nell'introduzione al primo volume dell'Historia il Bulifon ne aveva promesso la continuazione fino ai suoi giorni, annunciando che l'avrebbe curata egli stesso e che la raccolta del materiale necessario era già iniziata. E, infatti, nel 1687 pubblicò il Compendio delle vite dei re di Napoli, un riassunto dell'opera di Scipione Mazzella, arricchito da una serie di belle illustrazioni e da sonetti di fattura tassiana scritti da Filippo Anastasio. Il Bulifon avvertiva, tuttavia, che, se l'operetta avesse incontrato il favore del pubblico, l'avrebbe fatta seguire «infra brieve tempo» da «un pienissimo compendio di tutte l'istorie napoletane, arricchito di rare e pellegrine notizie». Solo tre anni più tardi, nel 1690, Bulifon pubblicò il primo volume del suo Cronicamerone o vero Annali e giornali historici delle cose notabili accadute nella città e regno di Napoli ... fino all'anno 1690. Il volume portava la narrazione della storia napoletana fino al 1284.
Nel 1692 apparve il Teatro eroico e politico de' governi de' Viceré di Domenico Antonio Parrino, che ne avrebbe completato la pubblicazione nel 1694. La rivalità professionale tra il Bulifon e il Parrino si trasformò così in una gara storiografica, per cui il Parrino ottenne il 22 settembre 1690 un privilegio che proibiva al Bulifon di condurre la sua narrazione della storia napoletana oltre gli inizi del regno di Ferdinando il Cattolico, dove cominciava la narrazione del Parrino. Per questo motivo il Bulifon preferì rinunciare al progetto del Cronicamerone, che si interruppe così al primo volume.
Notevole anche l'attività del Bulifon come editore di opere poetiche, a partire dall'importante edizione, curata dal Sarnelli, del Cunto de li Cunti, magnum opus del Basile (1674). In questa edizione compare per la prima volta il titolo Pentamerone. Al 1679 risale l'edizione postuma dell'Enciclopedia poetica di Giuseppe Artale, licenziata alle stampe l'anno stesso della scomparsa dell'autore, e uscita il seguente. Importante nel campo della poesia in lingua napoletana l'edizione della Posilecheata dello stesso Sarnelli (1684). Nel 1685 Bulifon pubblicò “Vagientis pueritiae lusus seu Caesaris Fanelli ex Floreno Epigrammaton” di Cesare Antonio Fanelli.
Tra le opere erudite edite dal Bulifon sono particolarmente degne di menzione la Biblioteca napoletana di Niccolò Toppi e l'Istoria de’ poeti greci di Lorenzo Crasso (1678).

## Opere

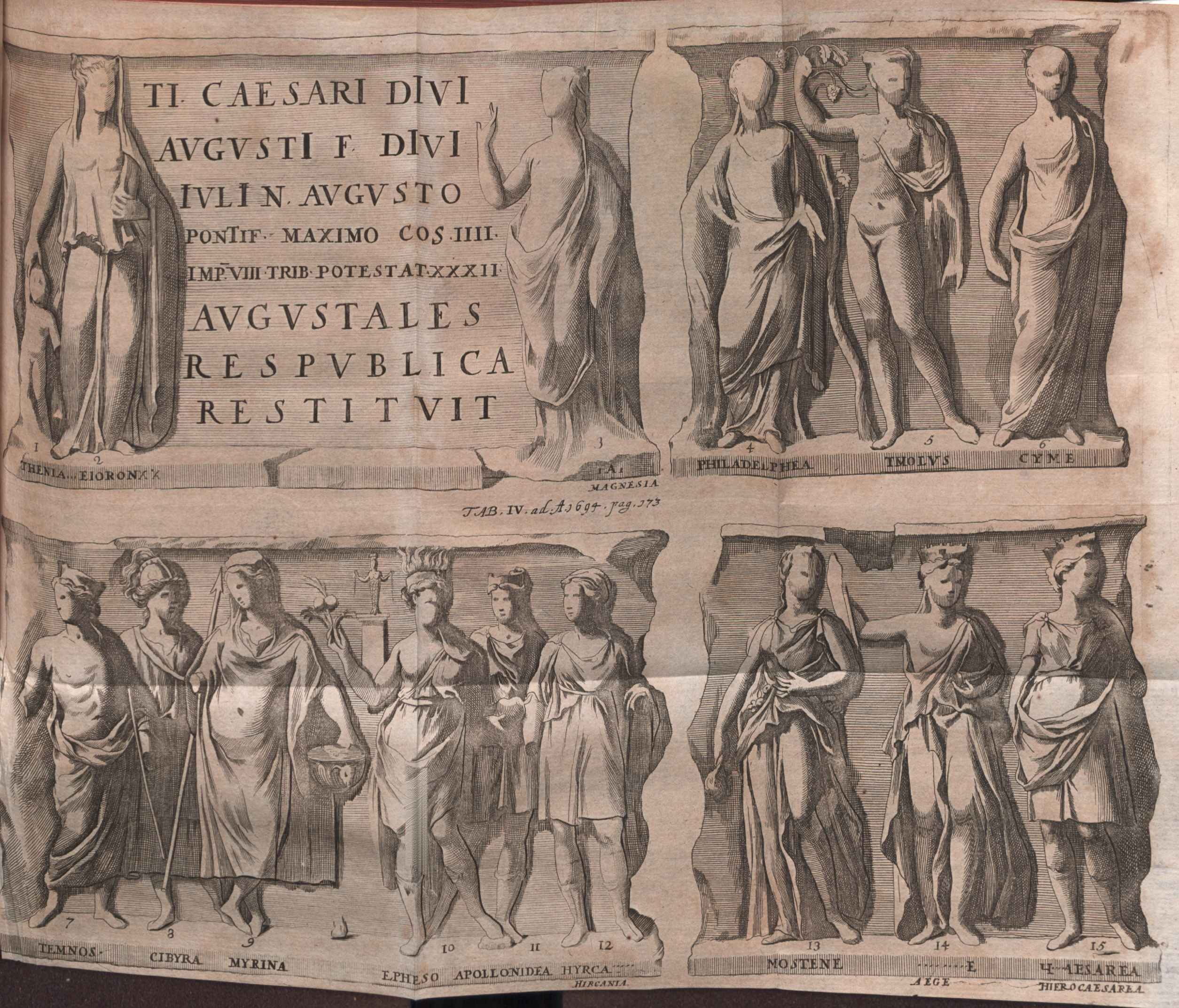
Illustrazione alla recensione de Ragionamento intorno d'un antico marmo discoverto nella città di Pozzuoli pubblicata sugli Acta Eruditorum del 1694

- Dell’origine della guerra di Ungaria, dell'assedio di Vienna; e delle vittorie ottenute dall'esercito cristiano, Napoli, 1683.
- Lodovico Marracci, Descrizione dello stendardo regale del Gran Turco inviato dal re di Pollonia Giovanni III al sommo Pontefice Innocenzio XI. Con la sposizione delle parole arabiche, ivi tessute, all'eminentiss. e reverendiss signor cardinal Vincenzo-Maria Orsini, a cura di Antonio Bulifon, Napoli, Giuseppe Roselli, 1684.
- Compendio delle vite de i re di Napoli con li ritratti al naturale. Raccolte da Antonio Bulifon, Napoli, Per il Castaldo R. Stamp., 1688.
- Cronicamerone overo Annali, e giornali historici delle cose notabili accadute nella città, e Regno di Napoli, dalla natività di N.S. sino all'anno 1690, scritto e di vaghe figure abbellito da Antonio Bulifon, Napoli, 1690.
- Accuratissima e nuova delineazione del Regno di Napoli con le sue provincie distinte, nuovamente date in luce da Antonio Bulifon, e da lui presentate al sommo merito dell’Altezza Serenissima di Cosmo III Gran Duca di Toscana, Napoli, 1692.
- Compendio istorico degl’incendi del monte Vesuvio: fino all’ultima eruzione accaduta nel mese di giugno 1698, Napoli, 1701.
- Altra lettera scritta da Antonio Bulifon a un suo amico, nella quale gli dà ragguaglio della seconda cavalcata fatta in Napoli per la solenne entrata dell’eminentiss. sig. Cardinal Carlo Barberini, mandato da Sua Santità in qualità di suo Legato a latere a Filippo V monarca delle Spagne, Napoli, Felice Mosca, 1702.
- Antonio Bulifon, Niccolò Bulifon, Giornale del viaggio d’Italia dell’invittissimo, e gloriosissimo monarca Filippo V re delle Spagne, e di Napoli, &c. Nel quale si da ragguaglio delle cose dalla M.S. in Italia adoperate dal di XVI d’Aprile, nel quale approdò in Napoli, infin’al di XVI di Novembre 1702. In cui s’imbarcò in Genova, per far ritorno in Ispagna, Napoli, Niccolò Bulifon, 1703.